# Clinceni, Ilfov
Clinceni este satul de reședință al comunei cu același nume din județul Ilfov, Muntenia, România.

## Așezare
Satul se află în partea centrală a comunei, între râurile Ciorogârla și Sabar.

## Biserica
Biserica din Clinceni, cu hramul Sf. Nicolaie, numită și Biserica lui Ramadan Paleologul, datează din 1694, conform datei înscrise pe fresca de pe fațada bisericii.
În 2007 a fost înălțată și restaurată catapeteasma ce datează de la 1694, din timpul lui Constantin Brâncoveanu, în stil brâncovenesc.

## Situri arheologice
În localitate se află Situl arheologic de la Clinceni, cod LMI IF-I-s-B-15177, din punctul "biserica lui Ramadam Paleologu", traversată de drumul spre aerodromul Clinceni, pe malul stâng al pârâului Sabar, care cuprinde trei așezări: Epoca daco-romană, sec. III - IV p. Chr., cod LMI IF-I-m-B-15177.03, Epoca medievală timpurie sec. IX - XI, cod LMI IF-I-m-B-15177.02 și Epoca medievală sec. XVI - XVIII, cod LMI IF-I-m-B-15177.01.